# Rio Curimataí
O rio Curimataí é um curso de água do estado de Minas Gerais, Brasil. É um afluente da margem direita do rio das Velhas e, portanto, um subafluente do rio São Francisco.
Apresenta 93 km de extensão e drena uma área de 1990 km². Suas nascentes localizam-se na serra do Espinhaço, no município de Buenópolis, a uma altitude de aproximadamente 1150 metros. Banha o distrito de Curimataí, no município de Buenópolis, e a cidade de Augusto de Lima. Sua foz é no rio das Velhas, no município de Augusto de Lima.